# Хендерсон (город, Миннесота)
Хендерсон (англ. Henderson) — город в округе Сибли, штат Миннесота, США. На площади 2,7 км² (2,6 км² — суша, 0,1 км² — вода), согласно переписи 2002 года, проживают 910 человек. Плотность населения составляет 349,6 чел./км².
- Телефонный код города — 507
- Почтовый индекс — 56044
- FIPS-код города — 27-28394[1]
- GNIS-идентификатор — 0644862[2]